# This Cowboy Song
This Cowboy Song is een nummer van de Britse muzikant Sting uit 1995. Het verscheen als nieuw nummer op het verzamelalbum Fields of Gold: The Best of Sting 1984–1994.
Naast de originele versie werd er ook een reggaeversie van het nummer gemaakt, samen met de Britse zanger Pato Banton. Deze versie werd een klein hitje op de Britse eilanden en in Nederland. In het Verenigd Koninkrijk haalde het de 15e positie, en in Nederland de 2e positie in de Tipparade.